# 主体间性
主体间性或相互主体性（Intersubjectivity）是哲学、心理学、社会学和人类学概念，指人和人之间觀點上的关系或交點。社会学家创造该词以描述各种人类互动，其具体定义有多种形式。

## 定義
主體間性或相互主體性（intersubjectivity）是社會科學家創造的術語，用來指稱種種人類互動的類型。例如，社會心理學家Alex Gillespie及Flora Cornish列舉了七種「相互主體性」定義，別的學派還有其他定義：
1. 人們對於概念之共同定義的相互認定；
2. 人們於同意或不同意、理解或誤解的的相互認知；
3. 人們對彼此的意圖、感受及信念所做的歸因；
4. 人們對其他人的隱含或自然而然的行為傾向；
5. 人們在某種情境中的互動表現；
6. 人們共有且視之為理所當然的預設背景，無論有共識或爭議；
7. 「人們諸多觀點間種種的可能關係」。
社會科學用「相互主體性」來指稱「意見一致」，也就是說，如果人們同意某組意義或對某個情境有相同感受，他們之間就算有「相互主體性」。類似的用法是Thomas Scheff的定義：「相互主體性是兩個以上的個人之間所共享的主觀狀態」。
相互主體性也被用來指稱「常理」，是人們在彼此互動中建構的共同意義，也是共同資源，用來詮釋社會及文化生活元素的意思。換言之，當人們共用常理，則共用情境定義。
精神分析師Jessica Benjamin在《愛的羈絆》中寫著：「相互主體性的概念來自于爾根·哈伯瑪斯（1970）的社會理論，他用『相互理解的主體間性』的語言來勾勒某種個人能力與社會領域。」:19精神分析師Molly Macdonald則說相互主體性的「潛在起源」可能是讓·伊波利特1955年探討「黑格爾現象學中的人類處境」的論文中所使用的語詞l'inter-subjectivité。無論如何，現象學家埃德蒙德·胡塞爾（其作品常為哈伯瑪斯及伊波利特所引用）是率先發展這個術語的人，其後又由埃迪特·施泰因、伊曼紐爾·列維納斯及莫里斯·梅洛-龐蒂等現象學家加以闡釋。

### 註腳
1. ↑  Gillespie, Alex; Cornish, Flora.  (PDF). Journal for the Theory of Social Behaviour. March 2010, 40 (1): 19–46  [2023-12-19]. CiteSeerX 10.1.1.724.7095 . doi:10.1111/j.1468-5914.2009.00419.x. hdl:1893/2576. （原始内容存档 (PDF)于2016-03-04）.
2. ↑  Scheff, Thomas J. . New York: Routledge. 2015-11-15. ISBN 978-1-315-63435-7.
3. ↑  Seale, Clive. . London: Sage Publications. 1998. ISBN 978-0-7619-5276-3.
4. ↑  Benjamin, Jessica. . Pantheon. July 12, 1988. ISBN 0394757300.
5. ↑  Macdonald, M (2011) "Hegel, Psychoanalysis and Intersubjectivity" in Philosophy Compass, 6/7 p449
6. ↑  E. Husserl, Cartesian Meditations, Klumer Academic Publishers. Translated by Dorion Cairns.